# Боевая машина огнемётчиков

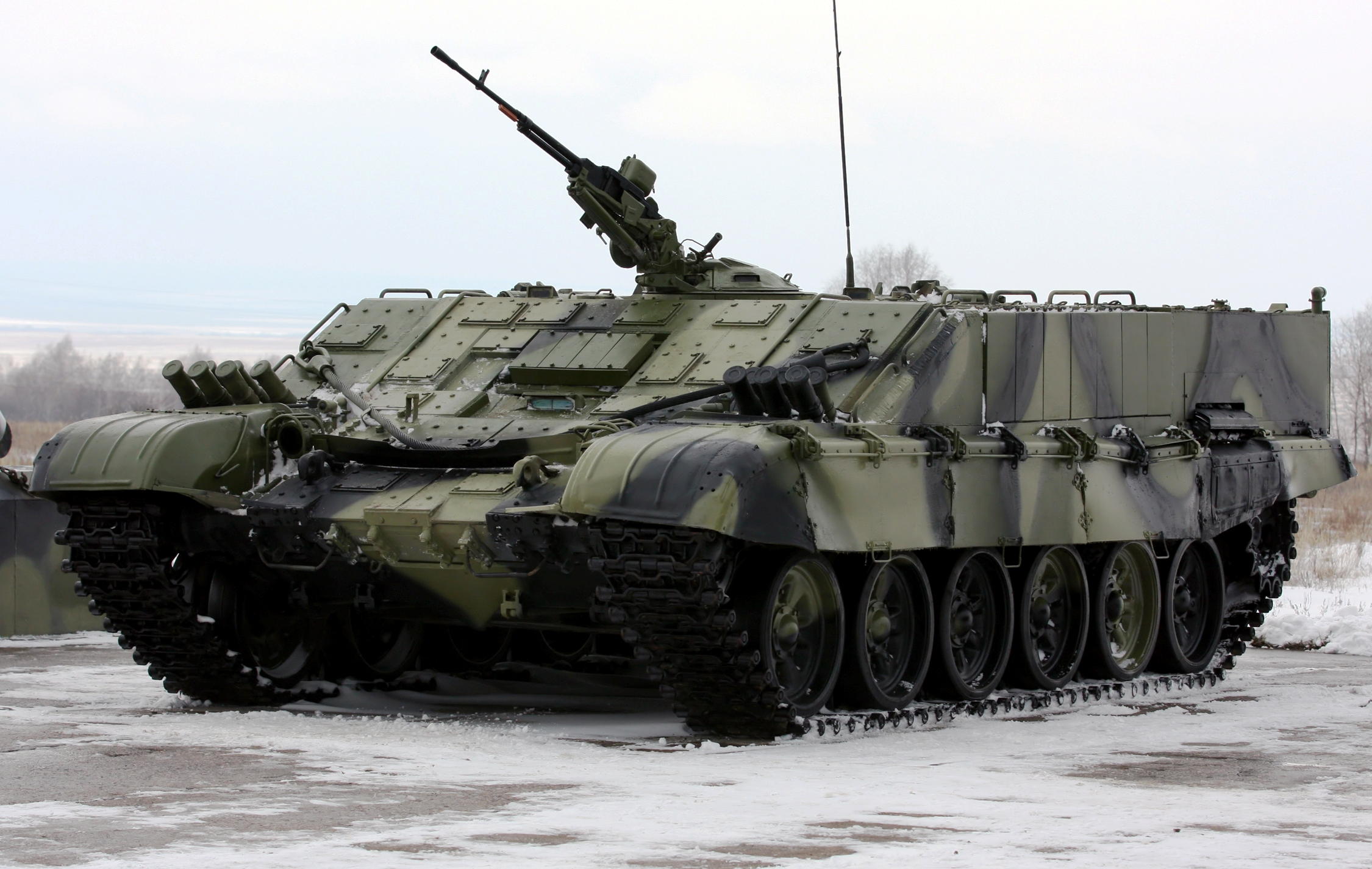
БМО-Т (Объект 564)

Боевая машина огнемётчиков — вид броневой техники, в частности боевая машина для огнемётчиков.
Машина обычно использует шасси танка, без изменений корпуса, кроме боевого отделения и крыши. Над боевым отделением установлена броневая надстройка коробчатой формы. Результатом такой конструкции является автономная машина огнемётчиков с повышенной защищённостью обитаемого отделения. Предназначена для использования при борьбе с хорошо укрепленными огневыми точками противника. Экипаж, как правило, состоит из командира, механика-водителя и команды огнемётчиков. Именно огнемётчики и являются основной поражающей силой БМО (в отличие от огнемётного танка), ведя огонь через бойницы, не выходя из-под защиты брони.

## Российские БМО
- БМО-1 — боевая машина огнемётчиков на шасси БМП-2[2]. Состоит на вооружении ВС России с 2001 года[3].
- БМО-Т[1] — боевая машина огнемётчиков-тяжёлая на шасси основного среднего танка Т-72[4]. Состоит на вооружении ВС России с 2001 года[3].